# Augustin Bubník
Augustin „Gustav“ Bubník (21. listopadu 1928 Praha – 18. dubna 2017) byl český hokejista, trenér a politik, člen Síně slávy českého hokeje.

## Biografie

### Hokejová kariéra
Na Zimních olympijských hrách 1948 ve Svatém Mořici získal stříbrnou medaili. O rok později vyhrál Mistrovství světa v ledním hokeji 1949.
V roce 1950 byl nejlepším střelcem ligy. Jako hráč hrál v týmech LTC Praha, ATK Praha, TJ Spartak Moravia Olomouc, TJ Spartak Motorlet Praha a TJ Slovan CHZJD Bratislava. V roce 2008 byl jednou z osobností československého hokeje uvedených do nově vzniklé Síně slávy Českého svazu ledního hokeje.

### Politický vězeň
Dne 13. března 1950 byl po zrušeném odjezdu na mistrovství světa zatčen a 7. října ve vykonstruovaném (tzv. „proces s protistátní skupinou Modrý a spol.“) soudnímu procesu odsouzen k odnětí svobody na 14 let za špionáž, velezradu a rozvracení lidově demokratického zřízení (zatčeno bylo i 10 jeho spoluhráčů). Byl vězněn v uranovém lágru v Jáchymově. V roce 1955 byl omilostněn, ale do reprezentace ani do nejvyšší soutěže se vrátit nesměl. O případu hovořil i v televizním dokumentárním pořadu Postavení mimo hru připraveném v roce 2010 Českou televizí.

### Hokejový trenér
V letech 1966 až 1969 trénoval jako třetí cizinec finskou hokejovou reprezentaci a významně přispěl k rozvoji hokeje ve Finsku. Byl prvním Čechem, který trénoval cizí národní tým. Jeho největším úspěchem byla porážka Československa na Mistrovství světa ve Vídni. Jako trenér vedl finskou reprezentaci po tři roky a celkem v 69 zápasech. Finské muzeum ledního hokeje ho roku 2004 zařadilo jako 146. mezi Lvy ledního hokeje.
Trénoval rovněž domácí hokejové celky - konkrétně v sedmdesátých (1973/1974, 1974/1975, 1977/1978) a osmdesátých letech (1986/1987 a 1987/1988) 20. století prvoligový oddíl TJ Zetor Brno.

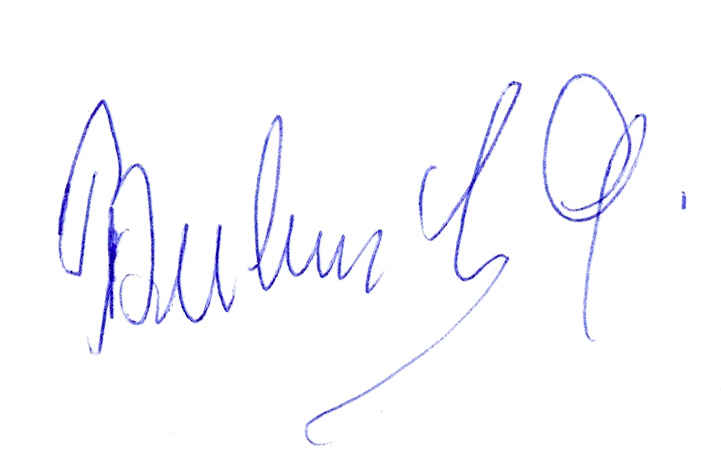
Podpis Augustina Bubníka

### Hokejbalový trenér
Augustin Bubník působil jako asistent trenéra české hokejbalové reprezentace na historicky prvním mistrovství světa, které se konalo v roce 1996 v Bratislavě. Český tým si odsud odvezl stříbrné medaile.

### Politik
Ve volbách v roce 1998 byl zvolen do Poslanecké sněmovny za ODS (volební obvod Praha). Ve sněmovně setrval do voleb v roce 2002. Byl členem sněmovního výboru pro vědu, vzdělání, kulturu, mládež a tělovýchovu.
Ve volbách 2010 neúspěšně kandidoval do senátu za obvod č. 19 - Praha 11 jako nestraník za SNK ED, když se ziskem 2,36 % hlasů obsadil předposlední 9. místo.

## Odkaz v kultuře
V dubnu 2025 byla na náměstí Augustina Bubníka v nově budované čtvrti Nová Waltrovka v Praze-Radlicích odhalena socha Odvaha inspirovaná osobnostmi Augustina Bubníka a první české pilotky Boženy Laglerové. Jejím autorem je sochař Dušan Zahoranský.